# Oessaare laht
Oessaare (est. Oessaare laht) – jezioro w gminie Valjala w prowincji Saare w Estonii. Położone jest na zachód od miejscowości Oessaare. Ma powierzchnię 125,8 hektarów, średnią głębokość 1 m, a maksymalną 1,6. Przepływa przez nie rzeka Lõve jõgi. Na jeziorze znajduje się wyspa o powierzchni 4,5 ha. Znajduje się ono na terenie rezerwatu Laidevahe looduskaitseala.